# Plataforma en Defensa del Ebro
La Plataforma en Defensa de l'Ebre (PDE) es una plataforma social.
Fue creada en la asamblea celebrada en el Teatro-auditorio «Felipe Pedrell» de Tortosa el 15 de septiembre de 2000 para la implantación de una nueva cultura del agua, contraria a la política de trasvases proyectada por Gobierno español del Partido Popular el cual contaba con el apoyo de la Generalidad de Cataluña gobernada por Convergencia y Unión. Respecto al río Ebro la plataforma ha denunciado las consecuencias que nuevos trasvases supondrían para el parque natural del delta del Ebro. Durante su trayectoria, la Plataforma ha rehusado y solicitado la paralización del trasvase de 1050 hectómetros cúbicos, contemplado en la Ley 10 
de 5 de julio de 2001 (BOE, número 161, de 6/07/2001) del Plan Hidrológico Nacional mediante el cual se hubieran derivado aguas hacia el norte (Barcelona-Tarragona) y hacia el sur del río Ebro (Castellón, Valencia, Alicante, región de Murcia y Almería). Esta ley fue modificada por la ley 11/2005 de 22 de junio (BOE, número 149, de 23/06/2005) en la cual se exponen las deficiencias ambientales y económicas del proyecto.
En la lucha contra la detracción de aguas de la cuenca del Ebro el movimiento antitrasvasista fue capaz de articular una potente oposición multiautonómica (social y científica) y de convocar una de las mayores manifestaciones celebradas en España como la que tuvo lugar en Madrid el 10/03/2001 entre muchas otras.

El nudo es el símbolo del movimiento antitrasvasista y el azul su color.

Dentro de la PDE se agrupan todo tipo de entidades y entre ellas hay que destacar la Coordinadora Antitrasvase entidad pionera en la denuncia de los perjuicios ambientales, sociales y económicos que ha supuesto, para las Tierras del Ebro, el minitrasvase del Ebro hacia Tarragona y en la oposición a los intentos de macrotrasvases proyectados por el que fuera ministro José Borrell (PSOE). 
El 2005 la PDE recibió la Creu de Sant Jordi de la Generalidad de Cataluña, ostentando también la medalla de oro de la ciudad de Tortosa (marzo de 2007).
La PDE ha denunciado el reobrado del canal Xerta-río Sénia (el antiguo canal «Francisco Franco» que debía llegar hasta Sagunto) como una infraestructura sobredimensionada para el riego detrás de la cual se escondería un trasvase hacia la provincia de Castellón; la construcción de diversos pozos en la localidad de Vinallop (Tortosa) para el Consorcio de Aguas de Tarragona con motivo de les obras, de descontaminación del embalse de Flix; así como la fragilidad del Delta del Ebro (parque natural) y las propuestas de ampliación de los trasvases de los ríos Ter, Segre y Ebro.